# 슬로보단 산트라치
슬로보단 산트라치(세르비아어: Слободан Сантрач, Slobodan Santrač, 1946년 7월 1일 코첼레바 ~ 2016년 2월 13일)는 세르비아의 전직 축구 선수이자, 전 축구 감독이다.
그는 유고슬라비아 1부 리그에서 218골을 기록했는데, 이는 유고슬라비아 1부 리그에서 한 선수가 기록한 최다 득점 기록이다. 그는 유고슬라비아 대표팀에서 8경기에 출전, 1득점을 기록하였다.
그는 1994년부터 1998년까지 유고슬라비아 대표팀 감독을 맡으며 1998년 FIFA 월드컵에 참가하였으며, 2005년에는 마케도니아 공화국 대표팀 감독을 맡았다.